# Juraj Kolník
Pour les articles homonymes, voir Kolnik.
Juraj Kolník (né le 13 novembre 1980 à Nitra en Tchécoslovaquie actuelle Slovaquie) est un joueur professionnel slovaque de hockey sur glace.

## Biographie

### Carrière en club
En 1999, il est choisi au cours du repêchage d'entrée de la Ligue nationale de hockey par les Islanders de New York en 4e ronde, 101e position. En 2010, il signe dans le club du OHK Dinamo dans la KHL.

### Carrière internationale
Il représente la Slovaquie au cours des compétitions suivantes :
Championnat du monde junior
- 2000

Championnat du monde
- 2004, 2008

## Palmarès
- Champion 1er division Est (LAH) 2000-2001 avec Sound Tigers de Bridgeport
- Meilleur compteur de la saison de LNA (Suisse) 2008-2009 avec Genève-Servette Hockey Club

## Statistiques
| Saison     | Équipe                     | Ligue      |     | Saison régulière | Saison régulière | Saison régulière | Saison régulière | Saison régulière |    | Séries éliminatoires | Séries éliminatoires | Séries éliminatoires | Séries éliminatoires | Séries éliminatoires |
| Saison     | Équipe                     | Ligue      | PJ  | B                | A                | Pts              | Pun              | PJ               | B  | A                    | Pts                  | Pun                  |                      |                      |
| 1997-1998  | HK Nitra                   | Extraliga  | 28  | 1                | 3                | 4                | 6                | --               | -- | --                   | --                   | --                   |                      |                      |
| 1998-1999  | Océanic de Rimouski        | LHJMQ      | 50  | 36               | 37               | 73               | 34               | 11               | 9  | 6                    | 15                   | 6                    |                      |                      |
| 1998-1999  | Remparts de Québec         | LHJMQ      | 12  | 6                | 5                | 11               | 6                | --               | -- | --                   | --                   | --                   |                      |                      |
| 1999-2000  | Océanic de Rimouski        | LHJMQ      | 47  | 53               | 53               | 106              | 53               | 14               | 10 | 17                   | 27                   | 16                   |                      |                      |
| 2000-2001  | Islanders de New York      | LNH        | 29  | 4                | 3                | 7                | 12               | --               | -- | --                   | --                   | --                   |                      |                      |
| 2000-2001  | Falcons de Springfield     | LAH        | 29  | 15               | 20               | 35               | 20               | --               | -- | --                   | --                   | --                   |                      |                      |
| 2000-2001  | Lock Monsters de Lowell    | LAH        | 25  | 2                | 6                | 8                | 18               | --               | -- | --                   | --                   | --                   |                      |                      |
| 2001-2002  | Islanders de New York      | LNH        | 7   | 2                | 0                | 2                | 0                | --               | -- | --                   | --                   | --                   |                      |                      |
| 2001-2002  | Sound Tigers de Bridgeport | LAH        | 67  | 18               | 30               | 48               | 40               | 20               | 7  | 14                   | 21                   | 17                   |                      |                      |
| 2002-2003  | Panthers de la Floride     | LNH        | 10  | 0                | 1                | 1                | 0                | --               | -- | --                   | --                   | --                   |                      |                      |
| 2002-2003  | Rampage de San Antonio     | LAH        | 65  | 25               | 15               | 40               | 36               | 3                | 0  | 1                    | 1                    | 4                    |                      |                      |
| 2003-2004  | Panthers de la Floride     | LNH        | 53  | 14               | 11               | 25               | 14               | --               | -- | --                   | --                   | --                   |                      |                      |
| 2003-2004  | Rampage de San Antonio     | LAH        | 15  | 2                | 14               | 16               | 21               | --               | -- | --                   | --                   | --                   |                      |                      |
| 2004-2005  | Rampage de San Antonio     | LAH        | 74  | 13               | 16               | 29               | 24               | --               | -- | --                   | --                   | --                   |                      |                      |
| 2005-2006  | Panthers de la Floride     | LNH        | 77  | 15               | 20               | 35               | 40               | --               | -- | --                   | --                   | --                   |                      |                      |
| 2006-2007  | Panthers de la Floride     | LNH        | 64  | 11               | 14               | 25               | 18               | --               | -- | --                   | --                   | --                   |                      |                      |
| 2007-2008  | Genève-Servette HC         | LNA        | 50  | 21               | 46               | 67               | 32               | 11               | 2  | 8                    | 10                   | 8                    |                      |                      |
| 2008-2009  | Genève-Servette HC         | LNA        | 49  | 25               | 47               | 72               | 64               | 3                | 0  | 1                    | 1                    | 30                   |                      |                      |
| 2009-2010  | Genève-Servette HC         | LNA        | 46  | 26               | 22               | 48               | 83               | 16               | 6  | 4                    | 10                   | 36                   |                      |                      |
| 2010-2011  | OHK Dinamo                 | KHL        | 8   | 1                | 4                | 5                | 6                | -                | -  | -                    | -                    | -                    |                      |                      |
| 2011-2012  | Dinamo Balachikha          | VHL        | 1   | 1                | 0                | 1                | 0                | -                | -  | -                    | -                    | -                    |                      |                      |
| 2011-2012  | GCK Lions                  | LNB        | 2   | 0                | 0                | 0                | 0                | -                | -  | -                    | -                    | -                    |                      |                      |
| 2011-2012  | ZSC Lions                  | LNA        | 6   | 0                | 2                | 2                | 0                | 9                | 1  | 2                    | 3                    | 4                    |                      |                      |
| 2012-2013  | Rapperswil-Jona Lakers     | LNA        | 33  | 10               | 11               | 21               | 6                | 10               | 5  | 5                    | 10                   | 0                    |                      |                      |
| 2013-2014  | SC Langnau Tigers          | LNB        | 27  | 9                | 8                | 17               | 10               | 5                | 1  | 2                    | 3                    | 4                    |                      |                      |
| 2014-2015  | Prédateurs de Laval        | LNAH       | 37  | 24               | 40               | 64               | 10               | 4                | 1  | 3                    | 4                    | 0                    |                      |                      |
| 2015-2016  | Nottingham Panthers        | EIHL       | 50  | 28               | 29               | 51               | 32               | 4                | 1  | 3                    | 4                    | 4                    |                      |                      |
| 2016-2017  | Marquis de Jonquière       | LNAH       | 29  | 18               | 16               | 34               | 6                | 15               | 10 | 8                    | 18                   | 4                    |                      |                      |
| 2017-2018  | Marquis de Jonquière       | LNAH       | 30  | 7                | 19               | 26               | 8                | 5                | 1  | 0                    | 1                    | 0                    |                      |                      |
| Totaux LNH | Totaux LNH                 | Totaux LNH | 240 | 46               | 49               | 95               | 84               | -                | -  | -                    | -                    | -                    |                      |                      |